# Вірастюк Василь Ярославович
Васи́ль Яросла́вович Вірастю́к (нар. 22 квітня 1974, Івано-Франківськ, УРСР) — український актор, силач, народний депутат IX скл. (партія Слуга народу), заслужений майстер спорту України та володар титулів «Найсильніша людина України» (2000, 2001, 2002, 2003, 2006, 2007) і «Найсильніша людина світу» (2004). Член збірної України, яка виборола титул «Найсильніша нація світу» у 2003 та 2004 роках. Почесний президент Федерації стронгмену України. Проживає в м.Івано-Франківськ.

## Життєпис
Народився 22 квітня 1974 року в Івано-Франківську в родині водія вантажівки. Старший брат Роман (21 квітня 1968 — 27 липня 2019) став бронзовим призером чемпіонату Європи зі штовхання ядра в 1994 році.
У 10 років розпочав займатися легкою атлетикою, штовхав ядра. У 13 років вперше сів за кермо вантажівки і відразу проїхав 25 кілометрів.
1981 — пішов до першого класу Івано-Франківської середньої школи № 4. 1989 — завершив 8-ий клас і вступив до Технікуму фізичної культури рідного міста.
1992 — після завершення технікуму 2 роки перебував на військовій службі.
У 1994—2000 роках працював тренером з легкої атлетики в спортивному товаристві «Україна».
Працює водієм-охоронцем в компанії «Концерн Галнафтогаз».
З 1984 по 2000 рік займався легкою атлетикою — штовханням ядра. Входив до складу збірної команди України з легкої атлетики.
У 1995 році виконав нормативи майстра спорту.
У 1998 році виконав нормативи майстра спорту міжнародного класу.
З 2000 року займається силовим багатоборством «STRONGESTMAN».
У 2002 році став третім у змаганнях за звання «Найсильніший у Центральній Європі» і взяв Гран-прі міжнародного турніру в Зальцбургу (Австрія). У змаганнях суперсерії IFSA (Міжнародної федерації найсильніших атлетів світу), що проводилися на Гаваях, був шостим.
У 2003 році здобув третє місце на чемпіонаті світу серед «стронгменів» в Замбії.
У 2004 році здобув перемогу на чемпіонаті світу «Найсильніша людина світу», який проводився на Багамах. Та посів шосте місце в найпрестижніших змаганнях з силового спорту «Арнольд класік». Того ж самого року Василь взяв участь у телешоу «Форт Буаяр», де він був капітаном команди Богатирів.
У 2007 році виграв змагання у м. Сеулі (Південна Корея) та отримав титул Чемпіона світу з силового екстриму IFSA. У вересні того ж року «стронгмен» одружився вдруге. Дружина Інна — співробітниця німецької фармацевтичної компанії «Байєр» в Україні. 19 березня 2008-го у Василя народився другий син, малюка назвали Олегом.
Знявся у фільмах Як козаки… (2009) та Іван Сила (2013). Він також з'явився у фільмі «Найкраща партія» 2015 року, де виконав роль поліцейського. Того ж року Вірастюк зіграв у фільмах «Код Костянтина» та «Останній москаль». У 2019 році він знявся у фільмі «Пригоди S Миколи та Поліна і таємниця кіностудії».
9 листопада 2015 року Державна прикордонна служба України повідомила, що Вірастюк став інспектором прикордонної служби (проходить строкову службу у Львівському аеропорту).

## Політика

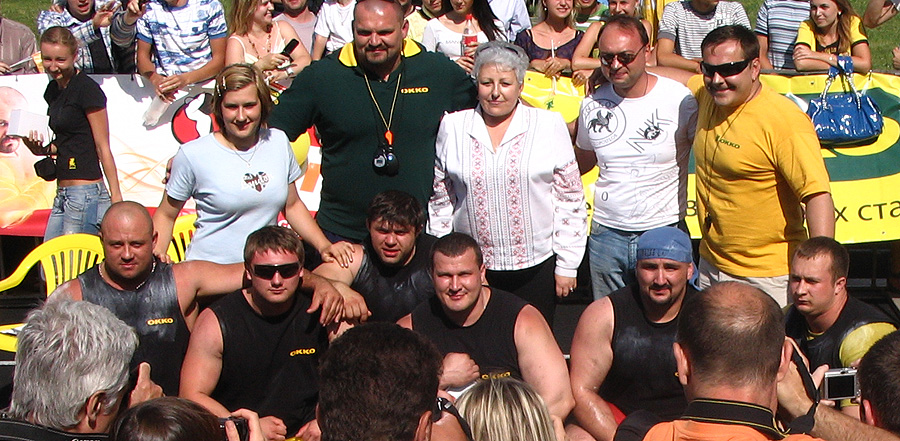
Богатирський турнір у Житомирі (2008)

### Балотування в народні депутати (2021)
На початку лютого 2021 року президент Зеленський запропонував Вірастюку балотуватися у народні депутати на довиборах на Прикарпатті. 11 лютого на з'їзді провладної партії Слуга народу Вірастюка було висунуто кандидатом в народні депутати на довибори за 87-м округом Івано-Франківської області, де кандидатом від партії ЄС раніше запропонували Марусю Звіробій.
Голосування відбулося 28 березня. За оцінками руху «Чесно», під час голосування і підрахунку голосів на дільницях не було фальсифікацій, які би вплинули на результат виборів. Але один із суперників Вірастюка, Руслан Кошулинський, 30 березня заявив про «численні порушення» і вимагав «визнати результати виборів недійсними і оголосити перевибори». Провести повторні вибори також вимагала партія «Європейська солідарність». Поліція розпочала 17 кримінальних проваджень:12 із них — щодо порушень виборчого законодавства, ще 5 — стосуються самого виборчого процесу.
Підрахунок голосів та обробка бюлетенів зі 117 дільниць тривали 8 днів. Громадянська мережа «Опора» заявила про недотримання на окрузі № 87 права виборців на законне і чесне встановлення підсумків їхнього волевиявлення. 4 квітня ЦВК оприлюднила результати голосування, згідно з якими представник від «Слуги народу» Василь Вірастюк набрав 31,25 % голосів, Олександр Шевченко від партії «За майбутнє» — 29,69 %, Руслан Кошулинський від ВО «Свобода» — 28,86 %. На п'яти дільницях вибори визнали недійсними, на семи виявлено нестачу бюлетенів.
22 квітня ЦВК назвала Вірастюка переможцем на довиборах. Рішення оскаржувалося Олександром Шевченком в судах. Касаційний адміністративний суд Верховного суду 27 квітня відмовився задовольнити позов проти Центрвиборчкому. Але 1 травня Велика палата Верховного суду частково його задовольнила. Дії ЦВК щодо встановлення результатів виборів в одномандатному виборчому окрузі № 87 визнано протиправними, також скасовано протокол ЦВК від 22 квітня 2021 року про встановлення підсумків виборів.
19 травня ЦВК назвала Вірастюка обраним депутатом від округу № 87, визнавши голосування на шести дільницях округу недійсним і встановивши результати без їх врахування: у Вірастюка 14711 голосів виборців, у його найближчого конкурента Олександра Шевченка — 13942 голосів виборців.
24 травня Верховний суд скасував постанову ЦВК про оголошення Вірастюка депутатом. 5 червня Велика палата Верховного суду визнала законним обрання Вірастюка нардепом і скасувала рішення попередньої інстанції щодо визнання протиправними дій ЦВК про результати довиборів на 87-му окрузі. 15 червня Василь Вірастюк склав присягу у ВРУ та врешті став народним депутатом.
Член Комітету з питань здоров'я нації, медичної допомоги та медичного страхування.
22 липня 2025 проголосував за прийняття змін в законопроєкті 12414, які обмежують повноваження незалежних НАБУ та САП.

## Родина
- Світлана Забіяка — перша дружина, чемпіонкою України з фітнесу, одружилися 2003 року, трагічно загинула.
- Інна Вірастюк — колишня дружина, були в шлюбі у 2007—2023 роках, мають двох синів, Олега та Олександра[28].

## Параметри
| Зріст         | 192см  |
| Вага          | 160 кг |
| Розмір взуття | 49     |
| Стегно        | 88 см  |
| Литка         | 54 см  |
| Пояс          | 118 см |
| Грудина       | 155 см |
| Шия           | 53 см  |
| Біцепс        | 53 см  |
| Передпліччя   | 44 см  |

## Спортивні показники
| Жим                        | 275 кг                 |
| Присяд                     | 310 кг х 4; 320 кг х 3 |
| Тяга                       | 375 кг х 4; 405 кг х 2 |
| Швунг з-за голови          | 245 кг                 |
| Швунг колоди               | 190 кг                 |
| Штовхання ядра*            | 20,75 м                |
| Стрибок у висоту*          | 190 см                 |
| Стрибок у довжину з місця* | 340 см                 |
| Біг 100 м*                 | 11,3 с                 |

* Ці особисті рекорди стосуються часу, коли Василь займався легкою атлетикою.

## Рекорди
У травні 2003 року на День Львова Василь Вірастюк встановив світовий рекорд, протягнувши п'ять трамвайних вагонів понад 10 метрів і десять скріплених між собою машин майже 30 метрів.

## Фільмографія

### Мультсеріали, телефільми, дубляж
| Рік  |    | Українська назва                     | Оригінальна назва | Роль                |
| ---- | -- | ------------------------------------ | ----------------- | ------------------- |
| 2009 | ф  | Як козаки…                           | —                 | Коваль              |
| 2016 | с  | Пацики                               | —                 |                     |
| 2016 | мф | Микита Кожум'яка                     | —                 | Кирило Кожум'яка    |
| 2018 | мф | Викрадена принцеса: Руслан і Людмила | —                 | Троєщинський бандит |

### Повнометражні художні
| Рік  |   | Українська назва             | Оригінальна назва                       | Роль            |
| ---- | - | ---------------------------- | --------------------------------------- | --------------- |
| 2013 | ф | Іван Сила                    | —                                       | Велет           |
| 2014 | ф | Самотній за контрактом       | —                                       | Едік            |
| 2018 | ф | Пригоди S Миколая            | —                                       | Кабан           |
| 2019 | ф | Готель Едельвейс             | —                                       | Капітан поліції |
| 2019 | ф | Поліна і таємниця кіностудії | Polina and the mystery of a film studio | Вікінг          |
| 2021 | ф | Поцілунок на мільйон         | —                                       | [ 38 ]          |
| TBA  | ф | Краща партія                 | —                                       | Капітан         |
| TBA  | ф | Пограбування по-українськи   | —                                       | TBA             |

## Нагороди
- Заслужений працівник фізичної культури і спорту України (21 серпня 2020) — за значний особистий внесок у державне будівництво, соціально-економічний, науково-технічний, культурно-освітній розвиток України, вагомі трудові здобутки та високий професіоналізм[40].